# 匿名网上银行
匿名網上銀行（英語：Anonymous Internet banking）是一個倡議中的技術，使用高強度的加密技術，來達到電子銀行保密(或更準確地說是匿名銀行）的效果。 銀行以電子代幣的形式發行貨幣，可以在向銀行呈現時轉換為其他貨幣。 這一概念歷史悠久，在歷史上(加密貨幣沒誕生前)，自由銀行機構發行了自己的紙幣，通常由實體商品支持。
現代的匿名網上銀行在有賴於公鑰密碼學、盲簽名算法、開源、去中心化對等網路等技術，以達成匿名的效果。